# Josef Holzer (Offizier)
Josef Holzer ist ein Brigadier des österreichischen Bundesheeres.

## Militärische Laufbahn

### Ausbildung und erste Verwendungen
Josef Holzer trat 1984 als Einjährig-Freiwilliger in das Bundesheer ein. Anschließend besuchte er die Theresianische Militärakademie und musterte nach absolvierter Offiziersausbildung als Leutnant aus.
Nach 15 Jahren auf unterschiedlichen Funktionen als Offizier bei der Truppe (u. a. als Kompaniekommandant) absolvierte er von 2003 bis 2006 den 17. Generalstabslehrgang an der Landesverteidigungsakademie.

### Dienst als Stabsoffizier
Anschließend wurde er unter anderem Planungsleiter für Personal und Einsätze beim Streitkräftekommando in Graz, als Bataillonskommandant beim Jägerbataillon 17 in Straß in Steiermark sowie als Referatsleiter für Personalentwicklung im Verteidigungsministerium eingesetzt.
Von 2009 bis 2010 war er in Bosnien und Herzegowina österreichischer Kontingentskommandant bei EUFOR.
Ab 2014 war Holzer Militärdiplomat und stellvertretender Leiter der Militärvertretung in Brüssel.

### Dienst im Generalsrang
Zum 1. August 2018 übernahm er das Kommando über die 7. Jägerbrigade, welche er bis 2019 führte.

### Auslandseinsätze
- 2009 bis 2010 in Bosnien und Herzegowina als österreichischer Kontingentskommandant bei EUFOR[1]

## Privates
Josef Holzer ist verheiratet und hat zwei Kinder.